# تار (مجارستان)
تار (به مجاری:  Tar) یک شهرداری در مجارستان است که در ناحیه پاستو واقع شده‌است. تار ۲۷٫۳۴ کیلومتر مربع مساحت و ۱٬۹۸۰ نفر جمعیت دارد.

## خواهرخوانده
شهر Malleray خواهرخواندهٔ تار (مجارستان) هست.